# سيتي ستارز
سيتي ستارز مول مركز تجاري  افتتح في ديسمبر 2004. يقع في مدينة نصر، يعتبر أول مشروع للتنمية المتكاملة من نوعه في الشرق الأوسط وأفريقيا وأكبر مركز تجاري في مصر.
يحاكي طرازه الحضارة المصرية القديمة حيث يتكون من ثلاثة أهرامات زجاجية جزئيا يحيط بها 11 برج بالإضافة إلى مبنى كبير منفصل عبارة عن مجمع محال للتسوق.

## البنية التحتية وبعض التجهيزات والخدمات
إن البنية التحتية للمول متطورة ومجهزة بشبكات وسائط إعلام متعدده وخدمات العملاء إلى جانب 6000 مرفق للمركبات لسهولة وقوف السيارات في الأماكن المغلقة لتكتمل عناصر تصميم المشروع ويعرض ما ليس له مثيل في اختيار وسائل الترفيه وتجارة التجزءه ويجمع بين وجود مجموعة من القيادات التي لا تضاهى والأسماء التجارية في مكان واحد.
سيتي ستارز مول من معالم القاهرة ويتألف من:
- ثلاثة فنادق التي توفر ما يزيد على 1500 غرفة وجناح
- عنصر مركز التسوق والتسلية
- مركز طبي
- أبراج سكنيه عرض 266 شقة
- أبراج مكاتب عرض 70000 متر مربع من المكاتب
- مركز معارض دولية (20000 متر مربع)
- برجين للمعيشة.. عبارة عن شقق فاخرة تطل على المول.. عددها 266 شقة.. واسمها Star Living
- برجين للأعمال المكتبية ورجال الأعمال.. واسمها Star Capital
- برج خاص بالبودي كير والعناية بالجسم.. وهو برج متكامل لهذا الغرض.. واسمه Star Care

## الفنادق
فندق إنتركونتيننتال سيتى ستارز والفائز مرتين في الأعمال التجارية والحاصل على جائزة أفضل فندق في القاهرة هو أكبر فندق انتركونتيننتال في العالم والذي يوفر 790 غرفة وجناح كما يوفر الفندق:
- المطاعم العالمية والصالات ومقهى وكازينو هوا أكبر المطاعم في الشرق الأوسط
- نادي الصحة واللياقة البدنيه واستوديو وغرف للتدليك والطاقة المائية وحمام سباحه وملعب تنس، وملاعب الاسكواش وغرف بخار وساونا
- مركز أعمال وقاعات الاجتماعات والبيانات اللاسلكيه الصدد وإمكانيه الوصول إلى الإنترنت بسرعة عالية (wirless)و الاجنحه التنفيذية
- أكبر قاعة رقص في الشرق الأوسط مع قدره 2200 مجلس للضيوف
- 19 قاعة متعددة الأغراض وقاعات المؤتمرات

هوليداي إن سيتي ستارز تقدم 330 غرفة للضيوف وهي وثيقة متطوره لمكان العمل والترفيه على حد سواء حيث يعرض الفندق:
- 3 مطاعم وصالتين بار ونادي صحي وبركة ساخنة للسباحه في الهواء الطلق
- مركز الأعمال ووصلة لاسلكيه للبيانات عالية السرعة بشبكه الإنترنت (wirless)

ستي بريدج سيوت: هو ثالث فنادق سيتي ستارز تم بناؤه وفقا لأفضل المعايير الدولية ومفهوم مبتكر وهو الأول من نوعه في الشرق الأوسط وأفريقيا.
صمم كل جناح بالفندق لكل من يريد بديلا عن الفنادق التقليدية والعروض الأصلية والخدمات الجديدة تسمح للنزلاء على الاستمرار في حياتهم العادية عندما يكونوا بعيدا عن المنزل ويتكون من 50 غرفة نوم فردية 38 غرفة نوم مزدوجة و 10 شقق ثلاثية الغرف و 8 سقائف.

## السوق التجاري
هو الأكبر من نوعه في الشرق الأوسط في مساحة تأجيرية تبلغ 150000 ألف متر مربع والأول أفريقيا وعربيا وبعده مركز القدس في الجزائر
ويتكون من 7 مستويات ويوجد به مجمع للسينمات من 21 شاشة عرض كما كان يوجد هايبر ماركت (سبينس)لكن أغلق منذ ثلاث سنوات أو أكثر وفتح في الدور الأرضي من المرحلة الثانية سوبرماركت صغير
كما تم توفير ما يلى:
7 مداخل ومخارج على 3 شوارع رئيسية وأماكن وقوف السيارات الأجرة الصفراء (تاكسي العاصمة).
في جميع أنحاء المول تنتشر شاشات العرض ال إل سي دي لتوضيح الترقيات وعرض صور الأطفال المفقودين كما تبين الاجراءات المتبعه في حالة الطوارئ... الخ.
بالإضافة إلى غرف لتغيير الملابس ومصليات للذكور والإناث في كل طابق.

### المحال الرئيسية
1. مصر للطيران للأسواق الحرة.
2. سبينيس هايبر ماركت كان موجود وأغلق من ثلاث سنوات تقريباً.
3. فيرجين ميجا ستور وهو أول فرع لفيرجن ميجاستورز يفتتح بالقاهرة عام 2004.
4. الآن سعودي هايبر ماركت موجود منذ 20 مايو 2020.

## التوسعة

### المرحلة الأولى
المرحلة الأولى تضم 300 متجر ومنفذ بيع وهذه المنافذ مختلفة ومتعددة الاستخدامات وهي توفر أي شيء يباع في القاهرة من وجبات سريعه ومحال ملابس وإلكترونيات والتحف والأثاث والاتصالات السلكيه واللاسلكيه كما تشمل المرحلة الأولى علي مجمع سينمائي يضم 16 شاشة سينما و 6000 متر مربع حدائق ترفيهية داخلية.
تضم المرحلة الأولى أيضا منطقة خاصة بالمطاعم ومنطقة خان الخليلى بالدور الرابع وتشمل المرحلة الأولى بالدور الخامس منطقة خاصة بالألعاب الترفهية (الملاهى)

### المرحلة الثانية
المرحلة الثانية تشمل حوالي 250 منفذ جديد بالإضافة إلى 300 منفذ بالمرحلة الأولى أي ما مجموعه 550 منفذ أما بالنسبة للترفيه فإن افتتاح المرحلة الثانية صاحبه مميزات جديدة فعلى سبيل المثال فقد زاد العدد الإجمالي للشاشات في المركز إلى 21 شاشة.

## وصلات خارجية
- موقع سيتي ستارز